# Cocculinika myzorama
Cocculinika myzorama är en kräftdjursart som beskrevs av Jones och Marshall 1986. Cocculinika myzorama ingår i släktet Cocculinika, ordningen Monstrilloida, klassen Maxillopoda, fylumet leddjur och riket djur. Inga underarter finns listade i Catalogue of Life.